# Raúl Iriarte
Raúl Iriarte (Rafael Fiorentino; * 15. Oktober 1916 in Buenos Aires; † 24. August 1982 in Bogotá, Kolumbien) war ein argentinischer Tangosänger.

## Leben und Wirken
Iriarte debütierte siebzehnjährig bei Radio Prieto mit Begleitung eines Gitarrentrios. Nach kurzer Zusammenarbeit mit Edgardo Donato wurde er Mitglied im Orchester Enrique Fortes. Da zu dieser Zeit Francisco Fiorentino ein erfolgreicher Sänger war, nahm er hier den Namen Raúl Iriarte an. Durch Vermittlung von Oscar Rubens kam er 1943 zum Orchester Miguel Calós. Das Orchester bestand zu dieser Zeit aus dem Pianisten Osmar Maderna, den Geigern Enrique Mario Francini, Aquiles Aguilar, Antonio Bogas und Mario Lalli, den Bandoneonisten Domingo Federico, Armando Pontier, José Cambareri und Felipe Richiardi und dem Kontrabassisten Armando Caló. Der zweite Sänger war Jorge Ortiz. Noch im gleichen Jahr entstand die erste von mehr als 40 Aufnahmen in dieser bis 1947 währenden Zusammenarbeit. Seiner Partner als Sänger waren in der Zeit u. a. Raúl Berón, Luis Tolosa und Roberto Arrieta.
1948 debütierte er als Solist bei Radio Belgrano mit einem von Ismael Spiltanik geleiteten Orchester. 1949 begleitete ihn das Orchester Armando Lacavas. Im Folgejahr unternahm er eine Tournee durch Chile, Peru, Venezuela und Mexiko, an deren Ende er sich in Kolumbien niederließ. Höhepunkt seiner Laufbahn war eine Tournee durch Mexiko, die von 1954 bis 1957 dauerte. Zu seinem Ensemble gehörte die Schauspielerin Marga López. Er trat im Cabaret El Patio auf, wo er mehrere Tangos mit der Gruppe des Bandoneonisten Luis Álvarez aufnahm, und gastierte eine Saison lang in einem Theater der Landeshauptstadt.
Im Anschluss hatte er in Kuba Auftritte im Radio, im Fernsehen und in Cabarets. Nach seiner Rückkehr kaufte er mit Álvarez ein Restaurant in Bogotá und reduzierte seine musikalischen Aktivitäten. 1972 nahm er mit Caló kurz vor dessen Tod nochmals einige Titel auf. Einige Touren unternahm er mit der Gruppe Osvaldo Berlingieris. 1977 beendete er seine aktive Laufbahn. Er organisierte danach Tourneen und betreute Musiker wie Juan Carlos Godoy, Armando Moreno und Roberto Mancini.

## Aufnahmen
- Es en vano llorar (von Oscar Rubens und Alberto Suárez Villanueva)
- Mañana iré temprano (von Carlos Bahr)
- Cada día te extraño más (von Carlos Bahr)
- Nada
- Tabaco
- Trenzas
- Marión
- Óyeme (von Homero Expósito und Enrique Francini)
- Prohibido (von Carlos Bahr und Manuel Sucher)
- Noche de locura (von Carlos Bahr und Manuel Sucher)
- El plebeyo
- La vi llegar
- Me duele el corazón
- La mentirosa
- Nubes de humo
- Un lugar para los dos
- Mis flores negras
- Todos vuelven